# Amt Trier
Das Amt Trier war ein vom 14. Jahrhundert bis zum Ende des 18. Jahrhunderts bestehender Verwaltungs- und Gerichtsbezirk im Kurfürstentum Trier mit Sitz in Trier.

## Geschichte
Seit 902 waren die Erzbischöfe von Trier auch die weltlichen Herren ihrer Residenzstadt. In diesem Jahr übertrug König Ludwig IV dem Bischof Radbod von Trier die Hoheitsrechte einschließlich Münzrecht, Tribut und Zoll. Im 14. Jahrhundert entstand im Hochstift Fulda eine Ämterorganisation. Kurfürst Balduin von Luxemburg bildete nach französischem Vorbild eine Ämterverwaltung. In der einer Aufstellung, die Kurfürst Johann II. von Baden 1498 beauftragt hatte, ist das Amt Trier eines der 59 Ämter im Kurstaat. An der Spitze des Amtes stand der Statthalter, der die Aufgaben eines Amtmanns wahrnahm.
Das Amt umfasste am Ende des HRR Fausenburg, Geishof, Löwenbrücken, Marcusberger-Hof, Olewig-Hof, Pallien, Rockeskiel, Trier und Trimmelter-Hof.
Mit der Einnahme des Linken Rheinufers durch französische Revolutionstruppen wurde das Amt nach 1794 aufgelöst. In der Franzosenzeit gehörte das Gebiet zum Arrondissement Trier im Saardepartement. Als Folge des Wiener Kongresses kam das Amtsgebiet 1815 an Preußen. Aus dem Arrondissement Trier wurde der Landkreis Trier.